# Microscelida
Microscelida es un género de escarabajos  de la familia Chrysomelidae. En 1998 Clark describió el género. Contiene las siguientes especies:
- Microscelida alutacea Clark, 1998
- Microscelida foveicollis Clark, 1998
- Microscelida moweri Clark, 1998
- Microscelida viridipennis Clark, 1998
- Microscelida wellsi Clark, 1998
- Microscelida whitingi Clark, 1998
- Microscelida wilcoxi Clark, 1998